# 1986 en Grèce
Chronologie de la Grèce
- 1982
- 1983
- 1984
- 1985
- 1986
- 1987
- 1988
- 1989
- 1990

Cette page concerne les évènements survenus en 1986 en Grèce  :

## Évènements
- 6 mars : Amendement de la Constitution grecque (en).
- 2 avril : Explosion à bord du vol TWA 840 (en), près d'Argos. Après un atterrissage d'urgence, le bilan s'élève à 4 morts et 7 blessés.
- 13 septembre : Séisme à Kalamata (bilan : 20 morts).
- 19 décembre : Incident de la Maritsa (en), près de Phères, entre des soldats grecs et turcs (bilan 3 morts).
- Classement du temple d'Apollon Épikourios, à Bassae, au patrimoine mondial de l'Unesco.

## Cinéma - Sortie de film
- 29 septembre-5 octobre : Festival du cinéma grec
- Alceste
- Allégorie
- L'Apiculteur
- L'Arbre qu'on blessait
- Bon Retour au pays, camarades
- Sweet Country

## Sport
- 1er-10 mai : Organisation du championnat d'Europe de football des moins de 16 ans
- 16-20 juillet : Organisation des championnats du monde juniors d'athlétisme
- 15-21 septembre : Tournoi de tennis d'Athènes
- Coupe de Grèce de football (1985-1986) (en)
- Coupe de Grèce de football (1986-1987) (en)
- Championnat de Grèce de football 1985-1986
- Championnat de Grèce de football 1986-1987
- Organisation de la coupe des vainqueurs de coupe masculine de volley-ball.
- Création de clubs : AGO Réthymnon et Promithéas Patras (basket-ball).

## Création
- Conseil du gouvernement pour les affaires étrangères et la défense (en)
- Grand Orient serein de la Grèce (en), grande loge maçonnique.
- Musée de l'armée de l'air hellénique (en)
- Planodion (en), périodique.
- Musée archéologique de Sifnos (en)
- Musée d'Art cycladique

## Naissance
- Eléni Andrióla, gymnaste.
- Konstadínos Baniótis, athlète, saut en hauteur.
- Lázaros Christodoulópoulos, footballeur.
- Konstadínos Filippídis, athlète, saut à la perche.
- Geórgios Galítsios, footballeur.
- Periklís Ilías, cycliste.
- Elíza Kargióti, joueuse de squash.
- Nikoléta Kiriakopoúlou, athlète, saut à la perche.
- Ioánnis Maniátis, footballeur.
- Chrístos Massalás, cinéaste et scénariste.
- Níki Panétta, athlète, triple saut.
- Giórgos Petréas, joueur de volley-ball.
- Antónis Petrópoulos, footballeur.
- Konstantínos Tsakalídis, photojournaliste.
- Vassilikí Vouyioúka, escrimeuse.

## Décès
- Mímis Fotópoulos, acteur de théâtre et de cinéma, écrivain et poète.
- Panagiótis Kanellópoulos, personnalité politique.
- Béata Kitsikis, féministe et héroïne de la lutte communiste, durant la guerre civile grecque.
- Pandelís Prevelákis, écrivain, poète et dramaturge.
- Nikólaos Sýllas, athlète, lancer du disque.